# 博揚·特萊科夫斯基
博揚·特萊科夫斯基（1986年9月11日—），北馬其頓籃球運動員，現在效力於科索沃球隊Sigal Prishtina。他也代表北馬其頓國家男子籃球隊參賽。